# Pseudobryobia bucharica
Pseudobryobia bucharica är en spindeldjursart som först beskrevs av Strunkova och P. Mitrofanov 1983.  Pseudobryobia bucharica ingår i släktet Pseudobryobia och familjen Tetranychidae. Inga underarter finns listade i Catalogue of Life.